# Lututów Poduchowny
Lututów Poduchowny (także Poduchowne) – dawna wieś, od 1953 w granicach Lututowa w Polsce, położona w województwie łódzkim, w powiecie wieruszowskim, w gminie Lututów.
Leży w południowo-wschodniej części miasta, wzdłuż ulicy Wieluńskiej, stanowiącej przedmieście Lututowa.
Do 1953 roku Lututów Poduchowny był samodzielną wsią w gminie Lututów w powiecie wieluńskim. W 1933 ustanowił odrębną gromadę. 4 kwietnia 1953 Lututów Poduchowny włączono do Lututowa.